# ロマンスX
『ロマンスX』（原題：Romance X）は、1999年のフランス映画。

## 概要
恋人との間に性的欲求不満を持つヒロインの行動を描いた作品。監督・脚本は『堕ちてゆく女』のカトリーヌ・ブレイヤ。撮影はテオ・アンゲロプロス作品の撮影で知られるヨルゴス・アルヴァニティス。恋人あるいは夫に対する性的な欲求不満で他の男性と寝たりして、わざわざそれを自分の相手に知らしめる行動を取る、似たようなヒロインの映画に『トリコロール/白の愛』があるが、こちらの方がより直球的に描いた映画である。
作中の性描写が「演技ではない」ことが論争を巻き起こし、各国で成人指定を受けた。

## キャスト
※括弧内は日本語吹替
- マリー - キャロリーヌ・デュセイ（渡辺美佐）
- ポール - サガモア・ステヴナン（檀臣幸）
- ロバート - フランソワ・ベルレアン（小川真司）
- パオロ - ロッコ・シフレディ（相沢まさき）

## 製作
カトリーヌ・ブレイヤは、本作が大島渚の『愛のコリーダ』にインスピレーションを得ていると語り、しかし大島の偉大な映画をリメイクする気はなく、別の主題を見つける必要があったとも話している。
ブレイヤは当初、マリーの上司役をジャン＝リュック・ゴダールに依頼しようと考え、脚本を送った。しかしゴダールからは「本物のセックスがある映画に出演したいとずっと思っていたが、そんなことは不可能だった」と断られたという。
生々しいセックスシーンが本物か演技かについて「監督はポスト紙のインタビューで実際に出演者同士が性交を行なったことを認めているようだった」とニューヨーク・ポストが報じた。唯一、アパートの階段でマリーが尻を犯されるシーンだけは演技だったという。監督は「本来はここも本物のセックスであるはずでしたが、問題は俳優たちが興奮できなかったことです。しかし仮に、実際の行為をしたとしても、完成したもの以上に現実的になったとは言えなかったでしょう」とインタビューで語った。
一方、デュセイは階段のレイプシーンについて怒りのコメントを発した。あのシーンの撮影直前にキャスティングされた、無名の素人男優に向かって監督は本当に挿入するよう求め、デュセイは撮影5分前に下着を脱ぐよう指示されたという。「私は演技のスタンバイをしていたのに、まさか本当に（アナルセックスを）するとは思わなかったの。私が男を突き飛ばすとブレイアは撮影を止めた。２テイク目で挿入なしの場面を撮って、それが映画に使われた方なの。ブレイヤには本当に腹が立ったわ。だってあんな構成にする必然性がなかったのですもの。あの時は、男を殺してやりたいと思った。でも、この作品に込めた思いは分かるし、総てをゴミ箱に捨てたくはないの。この映画は必要だと思うし、ブレイヤは本物の監督よ」。
デュセイの告白に対して尋ねられたブレイヤは、この場面が書かれた台本を公開して「彼女の告発は深刻ですが、私は否定します」とコメントした。「『ロマンスX』は、疑似ではない本当のセックスを行なう初のヨーロッパ映画と発表されていました。デュセイをキャスティングする前に書かれた脚本自体は非常に明確で、撮影されるシーンの内容も総て詳細に書かれていますし、彼女が現場でいきなり驚くということはなかったはずです。デュセイが本作の数々の性行為を契約時に承知したからこそ、私は彼女を起用しました。彼女が自分の決断を後悔する権利はあると思いますが、私もこの映画を撮る権利がありました」と強く反論している。
他の俳優たち、特にデュセイがポルノスターと共演することに反対するかもしれないと考えたブレイアは、出演者リストの役者名を変更し、できる限りロッコの身元を伏せていた。それは出演者たちに、自分がポルノ映画に出ているのかという誤解や恐怖に捉われて欲しくなかったためという。しかしデュセイは、パオロ役が誰かを知った時に緊張し、撮影でロッコが彼女の足に手を置くと、目に見えて動きが固まった。ロッコとデュセイのセックスシーンは夜の10時から撮影を始めたが、何時間も我慢していたデュセイが翌朝3時ごろに遂に耐えきれなくなった。ロッコは何時間も勃起状態を維持できるポルノスターだが、ブレイアはそこまで強い精力を求めておらず、彼はセックスの撮影を続けた挙句に陰茎が萎えて少し垂れ下がった。そういう自然な絵こそを求めていたので、撮影を長時間粘る必要があったと話した。
現地のメディアはキャロリーヌ・デュセイが、“9.5インチ（24cm）”の仇名を持つ巨根のハードコア男優ロッコ・シフレディと実際に性交したのか”と疑問を掲げ、監督はこれが単なるタブロイド紙のゴシップの類ではないことを認めた。デュセイは監督が強制していないことを理解した上で、契約書に「最後まで行なう」と書かれた内容を承知して役を引き受けた。ブレイズは「ロッコは最後までやり遂げたと繰り返しインタビューで話しています。そうですね、皆さんが観客として観ているものを、私はカメラを通して見ていました。彼がデュセイと実際にセックスしていたのは間違いではないと思うし、90％は確信できるものです。でもデュセイはしていないと話していますね。どうやら彼女は撮影中に、自分のボーイフレンドの気持ちが大事だと考えるようになったみたいです」と、ロッコとデュセイの証言の齟齬に関してガーディアン紙のインタビューで明かしている。

## 反響
キャロリーヌ・デュセイは、猥褻への偏見に抵抗しているブレイヤ監督が、セックスシーンの撮影に商業ポルノ俳優であるロッコを起用したため、ポルノと戦う監督がポルノスターを利用したことを理解するのが難しかったという。また、この時のインタビューで、撮影中は本作の仕事に満足していたが、作品の本質を最後まで理解しておらず、自分に嘘をついてそう思っていただけかもしれない、自分の期待したようなラブストーリーにはならなかったと話している
。
映画の公開後、IMDbでは109人中68人が“重度のセックスとヌードがある”と評し、理由として「マリーがポールの弛緩したペニスを取り出し、口に含んでしゃぶり始める」「マリーがパオロの勃起したペニスにコンドームをつけて手で撫でる」「泣きながらオナニーするマリー」「教授がマリーの女性器から抜いた指が愛液で濡れている」などを挙げた。44人中10人が“軽度な暴力とゴア描写がある”と評し、「登場人物が階段でレイプされる場面がある」「作り物ではない出産シーンで、胎児が粘膜に包まれて産道から出てきた直後に、臍帯が膣内から排出されるところが一瞬映る」ことを挙げている。
デュセイは2022年にこの映画を振り返り、「ブレイヤは自分自身に忠実でいようと努めている、本当に優れた監督だと思います。『ロマンスX』では少しやり過ぎたと思いますけど。それでも私はこの映画が大好きで、多くの人に鑑賞を勧めるでしょう。自由の探求や、自分自身を発見しようとしている人々に観て欲しい映画です。アーティストは、観客が自分の人生をよりよく理解するために、多少のリスクを冒す必要があります。この映画がそれを実現できたのなら、それは良いことだと思うわ」と語った。